# Tsarong
Tsarong Dzasa, född Namgang Dazang Damdu, var en tibetansk diplomat, militär och politiker som var en viktig rådgivare åt den trettonde Dalai Lama. I samband med det tibetanska upproret 1959 greps Tsarong och avled i kinesisk fångenskap.